# Devendra Banhart
 (août 2008).
Si vous disposez d'ouvrages ou d'articles de référence ou si vous connaissez des sites web de qualité traitant du thème abordé ici, merci de compléter l'article en donnant les références utiles à sa vérifiabilité et en les liant à la section « Notes et références ».
Devendra Banhart (né le 30 mai 1981, à Houston, Texas) est un auteur-compositeur chanteur américain et vénézuélien.

## Biographie

### Jeunesse
Devendra Banhart est né en 1981, à Houston aux États-Unis. Son prénom lui vient d'un mystique indien, que ses parents suivaient. Ses parents divorcent 2 ans après sa naissance et sa mère l'emmène vivre au Venezuela. Sa mère se remarie et la famille ainsi recomposée retourne vivre à Los Angeles. Devendra écrit ses premières chansons dès l'âge de 12 ans.

### Débuts de carrière
À la fin de l'année 1998, il quitte le foyer familial pour rejoindre The San Francisco Art Institute. Bien qu'il soit rapidement déçu par les contraintes imposées par l'art académique, ses fréquentations lui permettent d'aller plus loin dans ses désirs. Par exemple, il partage sa chambre dans le Castro avec un couple gay qui lui demande de jouer à l'occasion de son mariage (l'hymne gospel How Great Thou Art et Love Me Tender d'Elvis Presley). Touché par cette délicate attention, Devendra s'en retrouve de nouveau inspiré, et devient un véritable vagabond de la musique. Il joue partout où il le peut, aussi bien dans des restaurants éthiopiens que dans des pubs irlandais.

### Premiers albums
Il sort son premier album enregistré en studio (The Charles C. Leary) en août 2002, avec le label Hinah. Puis il est finalement repéré par Michael Gira (fondateur du groupe de rock expérimental Swans) du label Young God Records. Il sort donc sur ce label son second album Oh Me Oh My. Sorte de work-in-progress, le son souffle, la guitare grince mais les chansons commencent à prendre forme. À cette époque, Devendra enregistre dans sa chambre sur un vieux magnétophone 4 pistes. Des pistes sont même directement issues du répondeur de Noah Georgeson et enregistrées quand Devendra, inspiré, se trouvait sur la route. Quasi inconnu en France début 2005, il est révélé au public français par la couverture et un article élogieux de Télérama et une tournée de concerts après la sortie de l'album Cripple Crow.

### Evolutions
Il est désormais un des artistes les plus connus du renouveau folk psychédélique ou néo-hippie avec Joanna Newsom, Cocorosie et Anohni and the Johnsons. Il est proche du groupe Vetiver avec son ami Andy Cabic qui l'accompagne sur scène (Devendra jouant lui-même parfois avec Vetiver). En 2004, il est l'auteur d'une compilation regroupant des groupes amis du même courant musical aux États-Unis : Golden Apples of the Sun. En 2005, il offre une chanson à l'UNICEF à l'occasion d'un disque de bienfaisance Do They Know It's Hallowe'en?. En septembre 2006, sa chanson I Feel Just Like a Child, tirée de l'album Cripple Crow sert de bande son à la publicité pour Renault.
Simple guitare et instrumentation minimale suffisent à mettre en valeur sa voix hors-mode et sa poésie inspirée, à l'image des pochettes de disques qu'il dessine. À partir de l'album Cripple Crow, Devendra montre un épanouissement musical et s'entoure désormais d'un groupe à part entière les Queens Of Sheeba avec lesquels il compose et tourne. Il délaisse le côté folk intimiste qui avait fait le succès de ses premiers albums pour développer une musique plus riche.
Sa chanson Inaniel sera reprise dans le film Eldorado de Bouli Lanners, sorti le 4 juin 2008.
Devendra Banhart a été le premier artiste qui a conçu un t-shirt pour le Yellow Bird Project.

### Vie privée
Entre mai et septembre 2007, il est en couple avec Natalie Portman.

## Discographie

### Albums studio
- 2001 : The Charles C. Leary (hinah)
- 2002 : Oh Me Oh My... The Way the Day Goes By the Sun Is Setting Dogs Are Dreaming Lovesongs of the Christmas Spirit (Young God Records)
- 2004 : Rejoicing in the Hands (Young God Records)
- 2004 : Niño Rojo (Young God Records)
- 2005 : Cripple Crow (XL Recordings)
- 2007 : Smokey Rolls Down Thunder Canyon (XL Recordings)
- 2009 : What Will We Be (Warner Bros. Records)
- 2013 : Mala (Nonesuch Records)
- 2016 : Ape in Pink Marble (Nonesuch Records)
- 2019 : Ma (Nonesuch Records)
- 2021 : Refuge (Devendra Banhart & Noah Georgeson) (Dead Oceans)
- 2023 : Flying Wig (Mexican Summer)

### Maxis
- 2003 : The Black Babies (Young God Records)
- 2005 : Devendra Banhart/Jana Hunter (Troubleman Unlimited)

## Collaborations et compilations
- Rejoicing in the Hands en duo avec Vashti Bunyan sur la compilation Golden Apples of the Sun pour Arthur Magazine en 2004.
- Spiraling avec Antony and the Johnsons sur l'album I Am a Bird Now (2005)
- Brazilian Sun avec CocoRosie sur l'album Noah's Ark (2005)
- The Black Swan avec Bert Jansch (2006)
- Publicité Renault Scenic : I Feel Just Like a Child, de l'album Cripple Crow (2006)
- Don't Look Back in Anger, reprise de Oasis en duo avec Noah Georgeson sur la compilation Guilt by Association (Engine Room Recordings, 2007)
- London London (de Caetano Veloso) en duo avec Cibelle, de l'album The Shine of Dried Electric Leaves (2006)
- Insect Eyes, chanson de la bande originale du film La colline a des yeux 2 de Martin Weisz sorti le 20 juin 2007
- Surfing, premier album du groupe Megapuss, fondé avec Greg Rogove avec la collaboration de Fabrizio Moretti, Noah Georgeson et Aziz Ansari (2008)
- You Fucking People Make Me Sick avec Swans sur l'album My Father Will Guide Me A Rope To The Sky (2009)